# Stefan Horngacher
Stefan Horngacher (n. 20 septembrie 1969, Wörgl, Tirol, Austria) este un săritor cu schiurile ce a reprezentat Austria, medaliat olimpic. A participat la 3 ediții ale Jocurilor Olimpice (1994, 1998, 2002) în care a câștigat două medalii de bronz.